# Enes Novinić
Enes Novinić (Čakovec, 18. srpnja 1985.) je hrvatski nogometaš koji trenutačno nastupa za nogometni klub NK Karlovac. Igra desnom nogom.
Od 2004. do 2009. igrao je za NK Varteks gdje je postigao 25 golova u 105 nastupa u Prvoj HNL. Od 19. lipnja 2009. igra za NK Karlovac. U 59 nastupu za Karlovac postiže 15 golova, a od veljače 2012. kao slobodan igrač prešao je u FC Lustenau 1907.

## Vanjske poveznice
- Sportnet  Arhivirana inačica izvorne stranice od 7. siječnja 2015. (Wayback Machine)
- Profil, Hrvatski nogometni savez
- Transfermarkt (engl.)
- Soccerway (engl.)